# Silhouette Mirage
Silhouette Mirage (シルエットミラージュ?), anche noto come Silhouette Mirage: Reprogrammed Hope, è un videogioco sviluppato da Treasure e pubblicato nel 1997 per Sega Saturn. Convertito per PlayStation e commercializzato in America Settentrionale, il titolo è stato successivamente distribuito tramite PlayStation Network per PlayStation 3, PlayStation Portable e PlayStation Vita.
Nella versione PlayStation, curata da Working Designs, è presente come easter egg un trailer esclusivo di Lunar 2: Eternal Blue Complete.

## Modalità di gioco
Silhouette Mirage è un videogioco d'azione che presenta elementi degli sparatutto a scorrimento oltre a caratteristiche tratte dai generi platform e picchiaduro. Il gameplay è ispirato a Gunstar Heroes.